# Nicolaas van Oldenburg

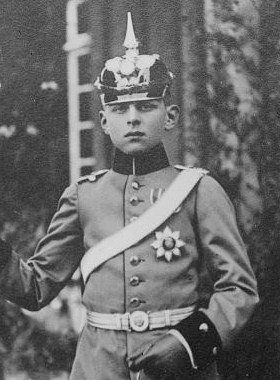
Hertog Nicolaas van Oldenburg

Nicolaas Frederik Willem van Oldenburg (Oldenburg, 10 augustus 1897 - Rastede, 3 april 1970) was erf-groothertog (troonopvolger) van het groothertogdom Oldenburg uit het Huis Holstein-Gottorp.
Hij was de oudste zoon uit het tweede huwelijk van groothertog Frederik August van Oldenburg met Elisabeth Alexandrine van Mecklenburg-Schwerin, een oudere zuster van de Nederlandse prins-gemaal Hendrik van Mecklenburg-Schwerin. Hij was dus een neef van de Nederlandse koningin Juliana.
Zelf trad hij op 26 oktober 1921 in het huwelijk met Helena van Waldeck-Pyrmont, de dochter van Frederik Adolf Herman van Waldeck-Pyrmont en Bathildis van Schaumburg-Lippe. Zij was een zuster van de prins Jozias van Waldeck-Pyrmont en een nichtje van de Nederlandse koningin Wilhelmina.
Oldenburg was lid van de Stahlhelm en sloot zich later aan bij de SA. Op 1 mei 1937 werd hij lid van de NSDAP (lidnummer 4.085.803). Op 2 juni 1941 schreef hij in een brief aan Heinrich Himmler: “Ik zou zeer dankbaar zijn als u mij kort zou laten weten of ik na het einde van de oorlog fundamenteel de mogelijkheid zou hebben om grotere eigendommen in het Oosten te kopen.”
Oldenburg was reservemajoor en werd benoemd tot ereburger van Rastede.
Uit het huwelijk kwamen negen kinderen voort:
- Anton-Günther (1923-2014)
- Rixa (1924-1939)
- Peter (1926-2016)
- Eilika (1928-2016)
- Egilmar (1934-2013)
- Frederik August (1936-2017)
- Altburg (1938)
- Huno (1940)
- Johan Frederik (1940), tweelingbroer van de voorgaande